# Volksrepubliek Mozambique
De Volksrepubliek Mozambique (Portugees: República Popular de Moçambique) was een zelfverklaarde socialistische staat van 1975 tot 1990, waarna het het huidige Mozambique werd. De staat werd opgericht door de FRELIMO nadat Mozambique op 25 juni 1975 onafhankelijk werd van Portugal. Gedurende het grootste deel van het bestaan van de volksrepubliek was de FRELIMO in gevecht met de RENAMO, een conflict dat bekendstaat als de Mozambikaanse Burgeroorlog. De Volksrepubliek Mozambique had hechte banden met de Volksrepubliek Angola en de Sovjet-Unie. Op 1 december 1990 werd de Volksrepubliek Mozambique opgeheven en vervangen door de Republiek Mozambique.